# 大島賢治
大島 賢治（おおしま けんじ、1964年12月30日 - ）は、東京都小金井市出身のドラマー。忌野清志郎 & 2・3'SやTHE HIGH-LOWSのメンバーとしても知られる。現在はドラマーや音楽プロデューサー・作曲家・アレンジャーとしても活動中。愛称は「おーちゃん」。サッカー好き。使用機材やグッズにはイニシャルから「KO」ロゴが使用される。

## 経歴
1985年自身のバンドやザ・シャムロックにドラムとして活動。ミュージシャン活動の傍らTHE BLUE HEARTSが所属していた音楽事務所ジャグラーに社員として在籍。同バンドのアルバム『HIGH KICKS』以降、ディレクターを務めた。
1991年、忌野清志郎 & 2・3'Sを結成。ジョニー・サンダースの追悼ライブ（川崎クラブチッタ）のために結成したバンドで、メンバーは清志郎 （ボーカル）、山川のりを（ギター/元ザ・コーツ）、中曽根章友（ベース）、大島賢治（ドラム）。その後も恒常的に活動した。
1995年、真島昌利に誘われてロックバンドTHE HIGH-LOWSのドラマーとして活動する。2005年、THE HIGH-LOWSが活動休止（事実上は解散状態）。
2006年からは、三宅伸治BAND等においても活動している。
2011年3月9日、初のソロアルバム「1ST MINI」をリリース。
2012年5月16日、以前から交友があった平出悟と共にプロデュースしたシシド・カフカがデビュー。
現在は藤井フミヤやF-BLOODなどの様々なアーティストのプロデュース、ドラマーとしてライブやレコーディングに参加。また作曲家、編曲家としても活動している。

## 主な活動

### REC/LIVEサポート

#### 主なアーティスト（※アイウエオ順）
- 石塚英彦（ホンジャマカ）
- INORAN （LUNA  SEA）
- 石田長生
- 石橋凌（ARB）
- KOZZY IWAKAWA（マックショウ、THE COLTS）
- ウルフルケイスケ（ウルフルズ）
- 梅津和時
- FTISLAND
- F-BLOOD
- 加藤和樹
- 北川悠仁（ゆず）
- 木村充揮（憂歌団）
- 近藤房之助
- 斉藤光浩（BOWWOW）
- シシド・カフカ
- Tommy&The Bonjaskys（＝西園寺瞳）（氣志團）
- 中村耕一
- 花田裕之
- 藤井フミヤ
- 藤井尚之
- BEGIN

### サウンドプロデュース/楽曲提供/アレンジ

#### 主なアーティスト（※アイウエオ順）
- ALvino
- FTISLAND
- F-BLOOD
- 加藤和樹
- KANIKAPILA
- 城南海
- ししとう
- シシド・カフカ
- 2丁拳銃
- VERSION10
- 藤井フミヤ
- ワンダーウィード